# Jane Glover
Dame Jane Alison Glover (13 de mayo de 1949) es una directora de orquesta y musicóloga de origen británico.

## Biografía

### Primeros años
Nacida en Helmsley, Glover asistió a la Escuela para Niñas Monmouth de Haberdashers. Su padre, Robert Finlay Glover, fue director de la escuela Monmouth y fue a través de esta conexión que pudo conocer a Benjamin Britten y Peter Pears con solo 16 años. Más tarde describió la reunión:
Estaba fuera de mí con la perspectiva de escucharlos interpretar. La tarde del concierto sonó el timbre de la casa del director y fui a abrir. Allí, en la escalinata, buscando a todo el mundo como lo hacían en una de mis portadas de discos, distinguidos, elegantes y con los ojos más bondadosos, estaban Peter Pears y Benjamin Britten mi héroe.
Después de leer Música como estudiante en St Hugh's College, Oxford, completó un doctorado en ópera veneciana del siglo XVII. Glover ha publicado una biografía de 1978 de Francesco Cavalli e incluyó material derivado de su tesis doctoral.
En 1990, después de una importante donación, Jane Glover abrió la Glover Music School en Monmouth School, en memoria de su padre. Su hermano, Richard Glover, se desempeñó como Maestro Haberdasher (2015–16).

### Carrera
Glover primero dirigió en Oxford como estudiante, en una producción de Athalia, y pasó a dirigir la primera interpretación en los tiempos modernos de Rosinda de Cavalli con la Opera Club de la Universidad de Oxford en octubre de 1973. Hizo su debut profesional en el Festival de Wexford en 1975 con la primera interpretación moderna de Eritrea y se unió a Glyndebourne en 1979. Fue directora musical de Glyndebourne Touring Opera de 1981 a 1985. Ha sido directora principal e invitada principal de la Sociedad Coral de Huddersfield y continúa trabajando con el coro de forma semi-regular. Dirigió el estreno mundial de Il Giardino de Stephen Oliver en el Festival de Batignano en 1977.
Durante la década de 1980, Glover transmitió regularmente en BBC Television, incluida la presentación de la serie de televisión Orchestra with Jane Glover en 1983 y Mozart - His Life with Music en 1985.
Glover fue la directora musical de la London Mozart Players de 1984 a 1991. Glover fue parte de la mesa directiva de BBC governor de 1990 a 1995. Desde 2002, ha sido directora musical del conjunto de Chicago Music of the Baroque.
Tiene varios títulos honoríficos de varias universidades, es miembro del Royal College of Music y ha sido directora artística de ópera en la Royal Academy of Music desde 2009. El 18 de marzo de 2011, dirigió el estreno mundial de la ópera Kommilitonen! de Peter Maxwell Davies en la Academia.
Glover fue nombrada Comandante de la Orden del Imperio Británico (CBE) en los Honores de Año Nuevo 2003 y Dama Comandante de la Orden del Imperio Británico (DBE) en los Honores de Año Nuevo de 2021 por sus servicios a la música.
En septiembre de 2005, Macmillan publicó el libro de Glover, Mozart's Women: His Family, His Friends, His Music . El libro investiga hasta qué punto las mujeres que rodean a Mozart (su madre, su hermana, su esposa y las hermanas de su esposa) influyeron en su desarrollo como compositor. En 2018 se publicó su libro Handel in London: The Making of a Genius, que cataloga el trabajo del compositor como "genio musical inmigrante, compositor, intérprete y empresario", ubicado en el contexto social y político del Londres de la época.
Ha dirigido ópera en la Royal Opera House, Covent Garden, English National Opera, Glyndebourne, Berlin Staatsoper, Royal Danish Opera, Opéra National du Rhin, Opéra National de Bordeaux, Glimmerglass Opera, New York City Opera y en el Teatro La Fenice. En diciembre de 2013, se convirtió en la tercera mujer en dirigir en el Metropolitan Opera de Nueva York, dirigiendo La flauta mágica de Mozart en la producción de Julie Taymor; el New York Times escribió, ". . . La apariencia de la Sra. Glover, y la magistral interpretación y los matices que extrajo de la orquesta, fueron las noticias aquí."  Ha sido colaboradora habitual del coreógrafo Mark Morris.
Sus grabaciones incluyen a Cavalli (La Calisto - extractos), Handel (Messiah; Water Music suites 1-3), Haydn (Symphonies 80, 87, 89, 101, 102, 103, 104; 'Harmoniemesse' y 'Schöpfungsmesse', Mozart ( Sinfonías 25, 26, 27, 28, 29, 30, 31, 32, 33, 35, 36, 38, 39, 40, 41; Divertimenti K.136-K. 138 y Serenade K.525, Eine Kleine Nachtmusik; Serenata para 13 instrumentos de viento K361; Requiem K.626 ), Mendelssohn (Concierto para violín Op. 64; Música incidental "Sueño de una noche de verano"), Britten (Les Illuminations; Nocturne; Sinfonietta).

## Obra
- Glover, Jane (September 2005). Mozart's Women: His Family, His Friends, His Music. Macmillan. ISBN 978-0330418584.
- Handel in London: The Making of a Genius. Pan Macmillan, 2018. ISBN 978-1-5098-8206-9.

### Entrevistas
- Entrevista a Jane Glover, 25 de septiembre de 2000

- Datos: Q299390
- Multimedia: Jane Glover / Q299390